# Алькамо
Алькамо (італ. Alcamo, сиц. Àrcamu) — муніципалітет в Італії, у регіоні Сицилія,  провінція Трапані.
Алькамо розташоване на відстані близько 440 км на південь від Рима, 39 км на південний захід від Палермо, 40 км на схід від Трапані.
Населення — 45 504 особи (2014).
Щорічний фестиваль відбувається 21 червня. Покровитель — Madonna dei miracoli.

## Демографія
Населення за роками:

Станом на 1 січня 2023 року в муніципалітеті офіційно проживали 2623 іноземці з 64 країн, серед них 819 громадян країн Євросоюзу та 27 громадян України.

## Сусідні муніципалітети
- Балестрате
- Калатафімі-Седжеста
- Кампореале
- Кастелламмаре-дель-Гольфо
- Монреале
- Партініко

## Відомі мешканці
- Віола Франка